# Saïan Supa Crew
Saïan Supa Crew (ook wel SSC genoemd) was een rapformatie uit Frankrijk. De groep was het resultaat van een fusie tussen meerdere groepen zoals Explicit Samouraï, OFX en Simple Spirit. De naam van de groep verwijst naar de japanse Manga Dragon Ball Z, van Akira Toriyama. Ze staan internationaal bekend met een stijl, waarin rap, zang, reggae en beatbox in verwerkt zit. Saïan Supa Crew behandelde in haar nummers veel maatschappelijke items, waaronder drugsgebruik, racisme, de rolverdeling tussen man en vrouw, zelfmoord, geweld en religies en werd destijds tijdens haar actieve periode volgens liefhebbers geschaart tot de betere rapformaties van Europa.

## De leden
- Leeroy Kesiah lid van Explicit Samouraï (geboren in 1978 als Khalid Dehbi, te Bagneux)
- Vicelow lid van OFX (geboren in 1978 als Cédric Bélise, te Bondy)
- Sly the Mic Buddha lid van Simple Spirit (geboren in 1974 als Silvere Johnson, te Montrouge)
- Feniski lid van OFX (geboren in 1976 als Samuël Adebiyi, te Noisy-le-Sec)
- Specta lid van Explicit Samouraï (geboren in 1975 als Gérard Nubul, te Bagneux) maakt geen deel meer uit van de Saïan Supa Crew.
- Sir Samuël lid van Simple Spirit (geboren in 1977 als Fabien Philetas, te Montrouge)
- KLR lid van OFX (overleden in april 1999) geboren te Noisy-le-Sec)

Verder bestond de Saïan Supa Crew nog uit de DJ's en producers DJ Fun, Alsoprodby, Eddy Kent en DJ Kärve.

## Discografie

### Albums
- KLR (1999) (Betuiging naar overleden Saïan Supa Crew-lid KLR)
- X-Raisons (2001)
- Hold Up! (2005)
- Hold Up! Tour (2006)